# Cmentarz farny w Grodnie
Cmentarz farny w Grodnie (biał. Могілкі старыя каталіцкія, фарныя) – cmentarz rzymskokatolicki w Grodnie założony w 1792.

## Historia
Inicjatorem powstania nekropolii był proboszcz grodzieński ks. Józef Muczyński (zm. 4 lutego 1793), kanonik smoleński, doktor teologii, rektor szkół wydziałowych. Biskup Jan Kossakowski po wizytacji w 1805 napisał Tegoż dnia, 24 sierpnia, odwiedziłem cmentarz parafialny niedawno założony i obszerny, a już cały grobowcami okryty, między innymi nagrobek panny Tokarzewskiej, która z rozpaczy w 22 roku życia własną zabiła się ręką, okropny koniec gwałtownej namiętności przypomina.
Na cmentarzu znajdują się nagrobki, których twórcami byli m.in.: Józef Grzegorz Zaborowski, W. Bobrowski, Bolesław Szyszkiewicz, Wasyl Kaczan, Ignacy Fabian Siliniewicz, Lewandowiczowie. Cmentarz był czynny do połowy lat 70. XX wieku. W 2006 zdewastowano kilkadziesiąt nagrobków.
Na wprost wejścia wznosi się kaplica z XIX wieku z dwoma pamiątkowymi polskimi tablicami z 1983. 

## Pochowani
Pochowani na nim są m.in.
- architekt Giuseppe de Sacco,
- Eliza Orzeszkowa z mężem Stanisławem Nahorskim,
- generał Wojska Polskiego Adam Mokrzecki z synem,
- żołnierze polscy polegli w 1919 i 1920 roku (w  lewej  części  cmentarza  od  wejścia  głównego, obok  muru od strony ulicy)
- obrońcy Grodna z 1939 z m.in. 13-letnim uczniem Tadeuszem Jasińskim
- rzeźbiarz Bolesław Szyszkiewicz
- Edward Listowski - prezydent Grodna
- członkowie rodziny baronów Danglów ze Skłót

W pobliżu znajduje się cmentarz prawosławny.

## Galeria zdjęć

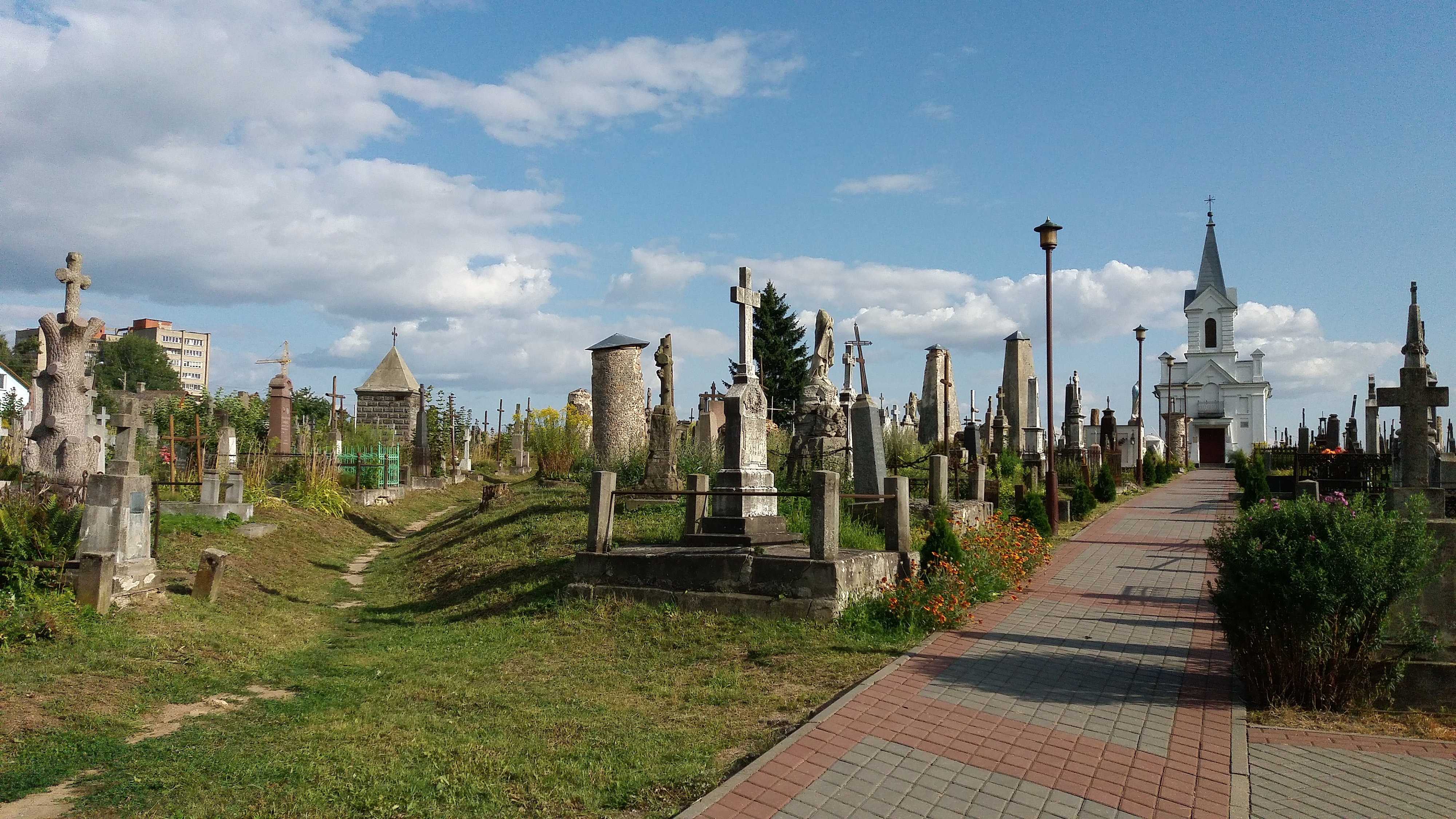
Widok na główną aleję oraz kaplicę
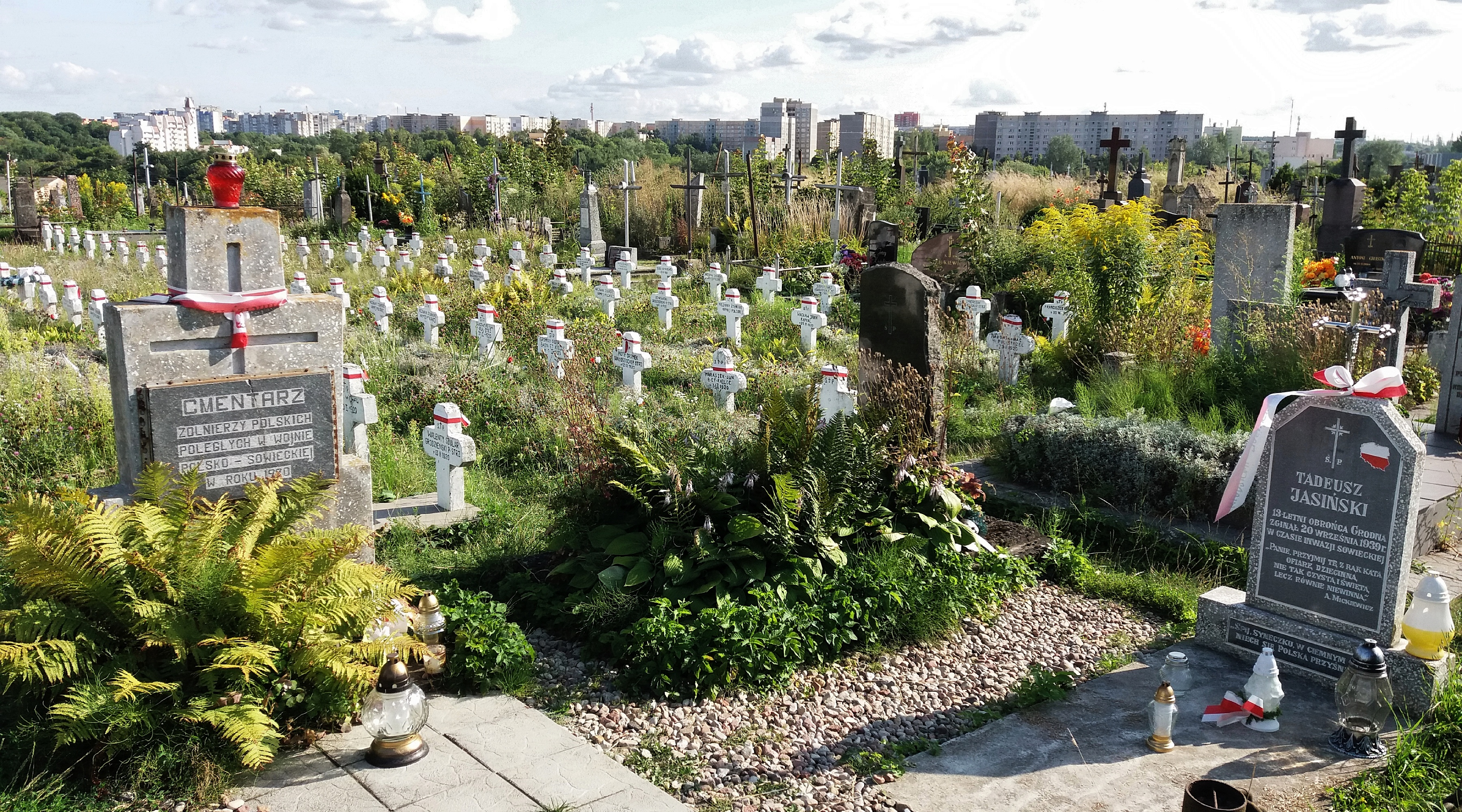
Kwatera poległych obrońców Grodna
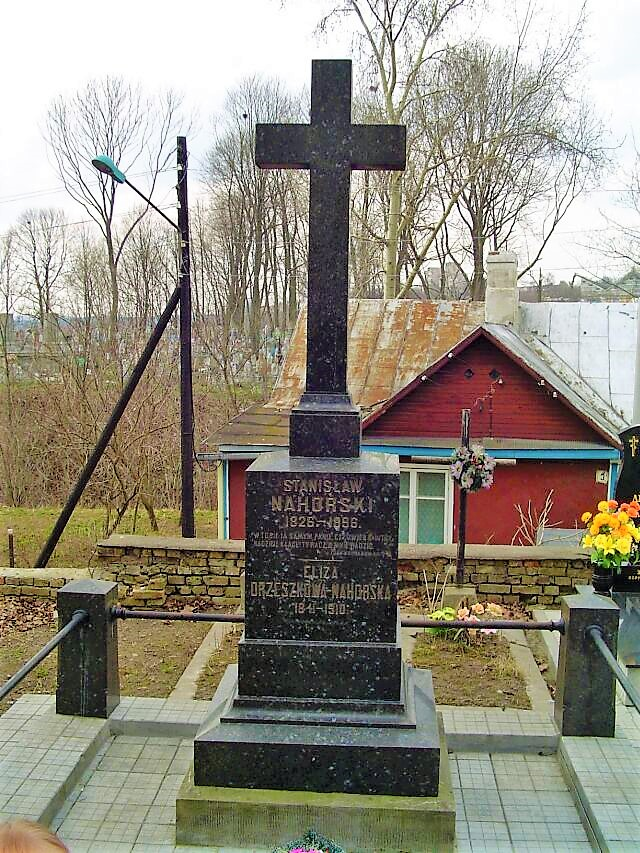
Grób Elizy Orzeszkowej i Stanisława Nahorskiego
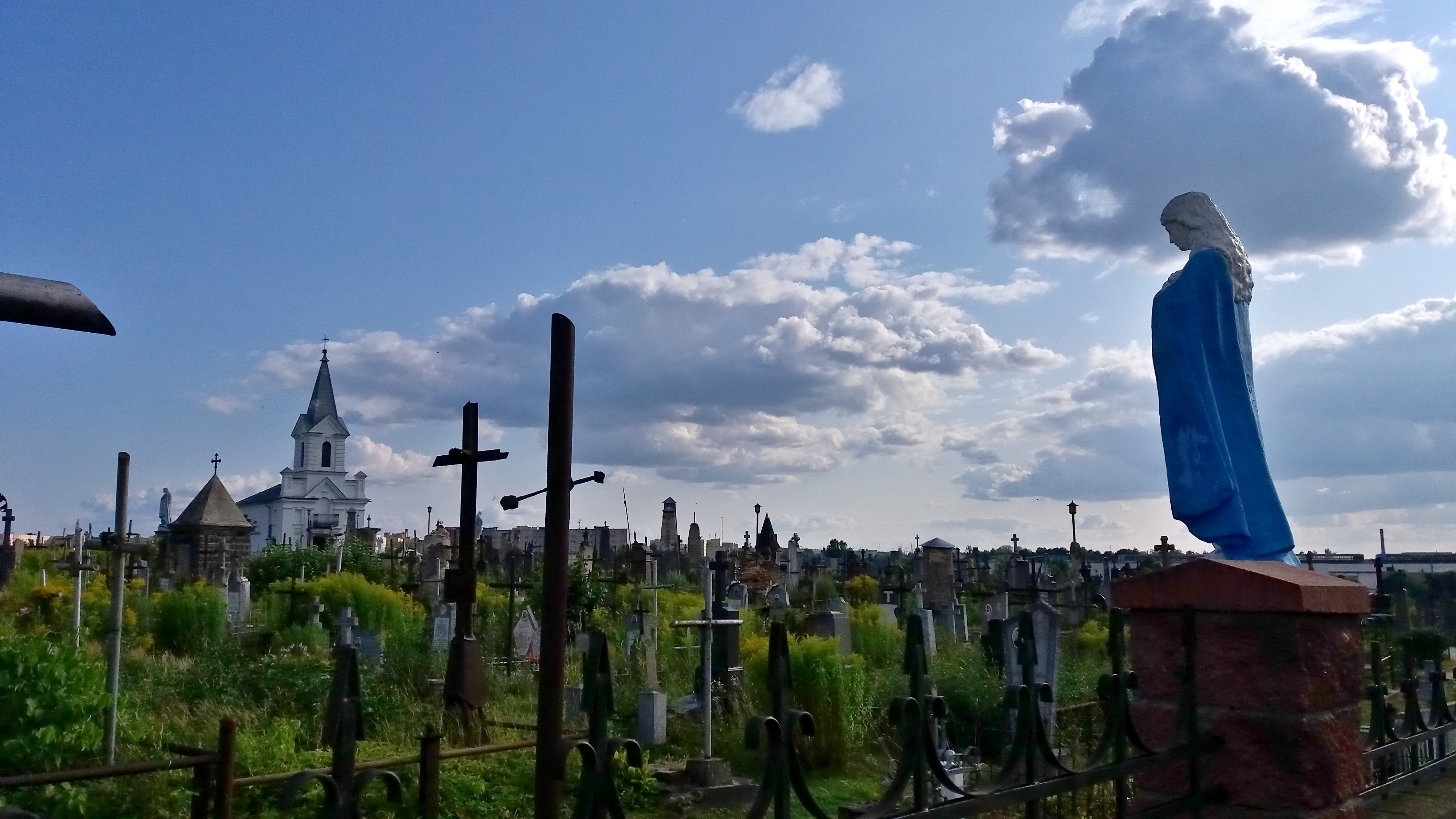
Widok cmentarza od strony wejścia